# I'll Remember
«I'll Remember» es una canción interpretada por la cantante estadounidense Madonna, incluida en la banda sonora de la película With Honors (1994), dirigida por Alek Keshishian y protagonizada por Brendan Fraser y Joe Pesci. Fue compuesta por Patrick Leonard y Richard Page —fundador y vocalista de la banda Mr. Mister— durante las sesiones de grabación del primer y único álbum de estudio de 3rd Matinee, el proyecto musical que ambos formaron en 1994. Mientras tanto, Madonna, que pasaba por un momento desfavorable en su carrera artística tras las polémicas generadas con sus últimos proyectos, comprendió que debía suavizar su imagen para volver a conectar con su público. Cuando Keshishian le solicitó que contribuyera con una canción original para la banda sonora de With Honors, se reunió con Page y Leonard, quien había hecho la música del filme, y le presentaron «I'll Remember». A Madonna le gustó cuando la escuchó por primera vez y añadió algunas partes, por lo que recibió créditos como coautora. De esta manera, sirvió como el tema principal de la cinta y apareció en los créditos finales. La producción estuvo a cargo de Madonna y Leonard.
«I'll Remember» marcó un cambio radical en comparación con el sonido deep house de Erotica (1992), su último álbum de estudio. En este sentido, es una canción de amor pop de tempo medio, compuesta al estilo de un tema de AOR similar al trabajo de bandas como Boston y Foreigner. La letra trata sobre una ruptura y recuerda una «buena historia de amor». La prensa notó que el lanzamiento del tema representó un intento de Madonna de mejorar su imagen tras las polémicas de sus últimos proyectos. En los Estados Unidos, las compañías Maverick, Sire y Warner Bros. Records lo publicaron como el sencillo principal de la banda sonora de With Honors el 1 de marzo de 1994, mientras que, en Australia y Europa, salió a la venta una semana después. Para acompañar el lanzamiento físico, el productor William Orbit creó una serie de remezclas orientadas a la música hip hop y trance. En noviembre del año siguiente, «I'll Remember» se incluyó en el recopilatorio de baladas Something to Remember (1995), con lo cual marcó la primera vez que la canción figuraba en un álbum de Madonna.
En términos generales, obtuvo reseñas favorables de los críticos y periodistas musicales, quienes elogiaron la nueva dirección musical de Madonna, su voz y la producción. Además, ha sido considerada la más destacada de la banda sonora del filme y uno de los mejores trabajos de la artista, así como uno de los sencillos más infravalorados de su carrera. Obtuvo nominaciones a mejor canción original en la 52.ª edición de los Globo de Oro y a mejor canción escrita específicamente para una película o la televisión en la 37.ª entrega de los premios Grammy. Desde el punto de vista comercial, se convirtió en su quinto sencillo en alcanzar la segunda posición de la lista Billboard Hot 100, un hito compartido con Elvis Presley, The Carpenters y Creedence Clearwater Revival, y extendió su récord como la artista femenina con más entradas a los diez primeros puestos, con un total de veintiséis. Además, alcanzó el primer lugar en Canadá e Italia y estuvo entre las diez principales posiciones en Australia, Finlandia, Irlanda, Polonia, el Reino Unido y Suecia.
Alek Keshishian estuvo a cargo de la dirección del videoclip de «I'll Remember», en el que Madonna lució un aspecto «clásico» comparado con el de la actriz estadounidense Louise Brooks. En él, la artista —con la ayuda de la tecnología informática— se ve a sí misma interpretando el tema dentro de un estudio de grabación de sonido, a la vez que se proyectan en una pantalla frente a ella escenas de With Honors. La crítica notó que tanto su apariencia como la trama eran bastante similares al videoclip de su anterior sencillo, «Rain» (1993). En la undécima edición de los MTV Video Music Awards, obtuvo una nominación en la categoría de mejor vídeo de una película. Tras su lanzamiento, cantantes y bandas realizaron una versión del tema, entre los que se destaca la agrupación Ramones y el actor Chris Colfer en la serie de televisión estadounidense Glee. «I'll Remember» permanece como uno de los pocos sencillos que Madonna jamás ha interpretado en vivo, ya sea en giras mundiales, actuaciones en premiaciones o eventos televisivos.

## Antecedentes
Para inicios de 1994, Madonna pasaba por un momento desfavorable en su carrera artística; en octubre de 1992, salió a la venta Sex, un coffee table book solo para adultos en el que aparecía en diferentes fotografías representando sus fantasías voyeristas, y al mismo tiempo se editó su quinto álbum de estudio, Erotica, el primero desde su disco debut que no consiguió un sencillo número uno en los Estados Unidos. Sumado a ello, las películas Body of Evidence y Dangerous Game, ambas de 1993 y coprotagonizadas por la artista, habían recibido críticas muy negativas de la prensa. Todos estos proyectos, sumado a su controvertida aparición en el programa Late Show with David Letterman en marzo de 1994, fueron polémicos por su contenido sexual y explícito, lo que conllevó a que perdiera «parte de su atractivo» y de su público, que empezó a considerar que «la Madonna que antes parecía atrevida por traspasar los límites de lo aceptable ahora parecía obscena».
En este sentido, Sheryl Garratt de Los Angeles Times observó que las críticas habían sido vistas como «señales de su declive». La artista empezó a hacer balance de la situación y llegó a la conclusión de que debía suavizar su imagen y hacer «cambios drásticos» en su carrera para volver a conectar con su público, de manera que procuró «redefinirse una vez más». Sobre las controversias en dicha etapa, lamentó que la gente estuviera «tan distraída con tanta fanfarria y polémica» la mayoría de las veces y no prestara atención a su música.
Por su parte, tras colaborar con Madonna en los álbumes de estudio True Blue (1986) y Like a Prayer (1989), así como en las bandas sonoras Who's That Girl (1987) y I'm Breathless (1990), el productor Patrick Leonard había formado un proyecto musical con el compositor y músico estadounidense Richard Page —cofundador y vocalista de la banda Mr. Mister— llamado 3rd Matinee, que sirvió como continuación de la banda anterior de Leonard, Toy Matinee, que tuvo como segundo integrante al cantante Kevin Gilbert. El productor buscaba un sustituto para Gilbert y contactó a Page, quien se reunió con él en su estudio de grabación y, tan solo en el primer día, habían compuesto algunas canciones. «I'll Remember» surgió durante las sesiones de grabación de lo que sería su primer y único álbum Meanwhile, publicado a finales de abril de 1994, dado que el dúo se disolvió al año siguiente.

## Desarrollo
Mientras trabajaba con Page, Leonard fue contactado para que compusiera la música de With Honors, película que estuvo dirigida por Alek Keshishian, amigo y socio de Madonna que anteriormente había rodado el documental de la cantante Truth or Dare (1991). Una comedia dramática, trataba sobre un estudiante llamado Monty (Brendan Fraser) que pierde la única copia de su tesis universitaria y Simon (Joe Pesci), un vagabundo que encuentra la copia y es acusado de haberla robado. Ambos terminan haciéndose amigos luego de que este último le devolviese una página a la vez a cambio de comida y alojamiento. Leonard y Page habían compuesto la versión inicial de «I'll Remember», que contó con la colaboración del baterista Jonathan Moffett en la programación de la batería, descrita como «muy compleja y expresiva, casi puntillista».
A su vez, dada su amistad, Keshishian había solicitado a Madonna que contribuyera con una canción original para la banda sonora del filme, la cual fue publicada en conjunto por las compañías Sire, Maverick —cofundada por la cantante— y Warner Bros. Records. Fue así cómo Leonard y Page le presentaron la canción que habían compuesto; a Madonna le gustó cuando la escuchó por primera vez y añadió algunas partes, por lo que recibió créditos como coautora. De esta manera, «I'll Remember» sirvió como el tema principal de With Honors y apareció en los créditos finales. En una entrevista realizada en agosto de 2017 con el periodista y editor Matthew Rettenmund para la publicación Boy Culture, Leonard comentó:

Creo que Alek le preguntó [a Madonna] si podía venir y cantar la canción. Vino, hizo algunos cambios, no recuerdo cuánto cambió, pero sé que Richard está acreditado en ella y sé que él y yo trabajamos en la canción inicialmente. Encontré un casete con solo el piano y ella cantándola la primera vez y decía: «Bien, vamos a probarla». Como siempre, ella siempre da en el clavo. [Aunque] no sé exactamente de dónde salió el contenido de la letra. No sé si Richard la escribió y ella la modificó, no lo sé. «I'll Remember» no está en mi memoria.

## Composición
Musicalmente, «I'll Remember» significó un cambio radical con respecto a las canciones deep house del último álbum de Madonna, Erotica (1992); en este sentido, presentó un sonido «melancólico», «emotivo» y «suave». En opinión de Patrick Demarco, de la revista Philadelphia, la intérprete había regresado a la escena musical con un estilo «más pulido e incluso vulnerable». Es una canción de amor pop de tempo medio, en la que destaca un teclado sintetizado en constante reverberación que produce el efecto de un latido. Sal Cinquemani de Slant Magazine la describió como «bastante electrónica», mientras que Eric Henderson de la misma publicación la caracterizó como un «canto fúnebre submarino» con una «notable» línea de bajo y voces «suaves y roncas». De acuerdo con Rikky Rooksby, en su libro The Complete Guide to the Music of Madonna (2004), «I'll Remember» es una canción «muy típica de finales de los setenta» dado los arreglos y el bajo «muy pesado», y señaló que está compuesta al estilo de un tema de AOR —rock orientado al álbum— similar al trabajo de bandas como Boston y Foreigner, aunque sin la presencia de guitarras pesadas.
Según la partitura publicada en Musicnotes por Alfred Publishing Co. Inc., se establece en un compás de 4/4 con un tempo «moderadamente lento». Está compuesta en la tonalidad de re mayor y el registro vocal de la cantante se extiende desde la nota fa sostenido3 a sol4. Sigue una progresión armónica de do–re–do–re7–do–re–si menor–la en la introducción, y luego cambia a do–re–la–re menor–sol–re/fa sostenido en el primer verso Say goodbye / To not knowing when / The truth in my whole life began («Decir adiós por no saber cuándo empezó la verdad en toda mi vida»). El comienzo de la canción «llama la atención» debido al cambio de acordes entre do mayor y re mayor; esta última nota sería la tonalidad real y do el acorde de la séptima bemol, lo que Rooksby menciona que no es habitual utilizarlo de esta forma. Los estribillos usan una secuencia de acordes muy popular que no se limita a repetirse. A continuación, el sonido de la batería emerge con más fuerza en la segunda estrofa y, en general, los teclados casi opacan la voz de Madonna, que está menos en primer plano. Los coros de los últimos estribillos acompañan a la voz principal de la cantante, junto con cuerdas que descienden a un arreglo menor antes del tercer estribillo. El tema finaliza «sin clímax ni dramatismo repentino», sino que la música va disminuyendo «sin histrionismo».
La letra de «I'll Remember» recuerda una «buena historia de amor». Según Timothy White de Billboard, hace referencia a la relación que Madonna mantuvo con su exesposo, el actor Sean Penn, al invocar la «fiebre temprana de un matrimonio fallido». Para Nick Levine de NME, es una canción de ruptura «súper razonable», mientras que Ryan O'Connell, de Thought Catalog, indicó que trata sobre «sobrevivir a algo catastrófico y conservar el recuerdo». Por su parte, Robbie Daw de Idolator sostuvo que la intérprete «convierte limones en limonada al apreciar los buenos momentos y aprender de la manera en la que [su amante] la cambió». Alex Balk de The Awl comparó la letra con la trama de With Honors; en su análisis, observó que en los versos I'll remember the strength that you gave me / Now that I'm standing on my own / I'll remember the way that you saved me / I'll remember («Recordaré la fuerza que me diste, ahora que estoy de pie por mi cuenta; recordaré la forma en que me salvaste, lo recordaré»), Madonna canta «sobre un vagabundo que le enseñó "cómo llorar" mientras visitaba lo que se rumorea que es Yale», aunque también le enseña a «viajar en la quietud» cuando recita I learned to let go of the illusion that we can possess / I learned to let go / I travel in stillness / And I'll remember... hapiness / I'll remember («Aprendí a dejar ir la ilusión que podemos poseer; aprendí a dejar ir, viajo sin moverme, y recordaré la felicidad; lo recordaré»).

## Publicación
La prensa notó que el lanzamiento significó un intento de Madonna de mejorar su imagen y «revertir el daño» tras las polémicas de sus últimos proyectos; en su libro The Billboard Book of Number 2 Singles (2000), Christopher G. Feldman reparó en que la cantante pasaba por un momento en el que «necesitaba algo seguro», y uno de los primeros pasos en esa nueva dirección fue «I'll Remember». De manera similar, Kelly Stitzel del sitio Popdose reveló que trataba de «ganarse la simpatía del público consumidor estadounidense tras haberse enemistado con muchos de ellos» después de Sex y Erotica. En los Estados Unidos, las compañías Maverick, Sire y Warner Bros. Records lo publicaron como el sencillo principal de la banda sonora de With Honors el 1 de marzo de 1994; previo a su lanzamiento, Warner Bros. debió emitir una orden de cese y desista luego de que algunas estaciones de radio como WDCG (G105) de Durham y KKRZ (Z100) de Portland, entre otras, filtraran la canción antes de tiempo. Una semana después —el 8 de marzo— salió a la venta en Australia y Europa, a excepción del Reino Unido, donde estuvo disponible el 21 de marzo, mientras que, en Japón, se lanzó al mercado el 25 de ese mes. En el casete y en el vinilo de 7", así como en un CD editado en los Estados Unidos y Japón, figuró como lado B «Secret Garden», una canción de Madonna de su álbum Erotica (1992).
«I'll Remember» permanece como uno de los pocos sencillos que Madonna jamás ha interpretado en vivo, ya sea en giras mundiales, actuaciones en premiaciones o eventos televisivos. En una entrevista con Billboard, la artista comentó que la razón era porque se trataba de una canción «muy relajada y suave» que no se ajustaba con sus espectáculos «muy enérgicos». Sal Cinquemani de Slant Magazine —en un artículo de septiembre de 2015— compartió la opinión de la cantante y aseguró que el tema dejaba en claro que no encajaba «en la producción actual de la estrella del pop, orientada a la pista de baile, pero si la reina de la reinvención no está dispuesta a encontrar la manera de darles un nuevo giro a estas viejas canciones, debe haber una buena razón. Con temas tan atemporales [como "I'll Remember"], es difícil imaginar cuál podría ser». Joe Lynch de Billboard comentó que, si Madonna llegase a cantarla en vivo, «podría ser una buena oportunidad para hacer un montaje visual de los demasiados amigos y colaboradores que ha perdido a lo largo de los años».

### Apariciones en otros álbumes
En noviembre de 1995, «I'll Remember» se incluyó en el recopilatorio Something to Remember, que consistió en algunas de las baladas más importantes de la carrera de Madonna; con ello, marcó la primera vez que la canción figuraba en uno de sus álbumes. A finales de 1996, apareció en CD Single Collection, una caja recopilatoria de edición limitada publicada por Warner Music Japan y que contenía todos los sencillos de la cantante en formato CD, desde «Burning Up» (1983) hasta «One More Chance» (1996). Dos años después, concretamente en septiembre de 1998, figuró en 90's Instrumental Love Songs, un álbum con versiones instrumentales de «los mejores éxitos soft rock» de la década de 1990, y, en septiembre de 2004, formó parte de Leeza Gibbons Presents Reflections, una colección de temas de la periodista y presentadora estadounidense Leeza Gibbons, editada con el objetivo de recaudar fondos para las organizaciones benéficas Leeza Gibbons Memory Foundation —fundada en 2002— y Alzheimer's Foundation of America (AFA), que apoyan las necesidades cotidianas de cuidadores y personas con enfermedades de la memoria como el alzhéimer.

## Remezclas

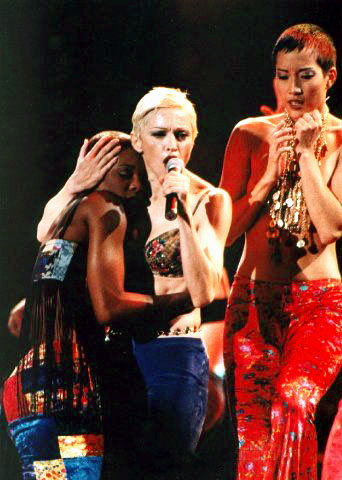
El maxi CD de «I'll Remember» incluye una versión en vivo de «Why's It So Hard» —del álbum Erotica (1992)— interpretada durante la gira de Madonna The Girlie Show de 1993 (imagen)

Para acompañar el lanzamiento físico de «I'll Remember», el productor William Orbit, quien había remezclado los anteriores sencillos de Madonna «Justify My Love» (1990) y «Erotica» (1992), creó una serie de remezclas de «I'll Remember» en los estudios Guerilla Beach de Los Ángeles, mismas que se incluyeron en un maxi CD de cuatro pistas lanzado el 8 de marzo en Australia y Europa y el 17 de ese mes en Canadá y los Estados Unidos. Las versiones nuevas se inclinan hacia los géneros hip hop y trance, y cada uno posee un «aire etéreo, psicodélico y muy melodioso». En este sentido, la mezcla «Guerilla Beach» difiere bastante de la original, mientras que «Orbit Remix», según José F. Promis de AllMusic, «es más fiel a su origen». Jon O'Brien de Billboard opinó que «Guerrilla Beach» estaba diseñada «para ser escuchada mientras se toman cócteles frente a una puesta de sol en Ibiza». La última pista del maxi CD es una versión en vivo de «Why's It So Hard» —de su disco Erotica— interpretada durante la gira mundial The Girlie Show de 1993. Otras dos remezclas tituladas «Orbit Alternative Remix», con una duración de 4:30, y «Guerilla Groove Mix», de poco más de seis minutos, se añadieron a un maxicasete y a un vinilo de 12" editados en Canadá, los Estados Unidos y Europa.
Promis señaló que las mezclas de Orbit «merecen la pena» para los fanáticos de su trabajo con Madonna, en tanto que Larry Flick de Billboard comentó que sus versiones «enviarán a los espectadores hacia la luz del día con una sonrisa de ensueño» y añadió que podría desencadenar «más acción» para el productor, «cuyos geniales trabajos durante los últimos cinco años siguen influyendo claramente en muchos artistas de música ambiental y chill out». De la misma revista, Jon O'Brien calificó a «Guerrilla Beach Mix» como la octava mejor remezcla de la carrera de Madonna; en su reseña, la llamó «preciosa» y agregó que «no es de extrañar que el responsable sea William Orbit». Por su parte, Matthew Rettenmund consideró a la misma versión como la novena remezcla más destacada de la artista y comentó que podría escucharse como algo «espacial» o como si se originara «en el precipicio de un vasto océano» en un estilo similar a «Jackie» (1987) de Sinéad O'Connor. Además, le pareció «notablemente superior» a la original, que la describió como «encantadora, pero modesta». Por último, John Hamilton de Idolator declaró que las remezclas «presagiaron la futura colaboración de Madonna con el productor en la cúspide de su carrera, Ray of Light (1998)».

## Recepción comercial

### Estados Unidos

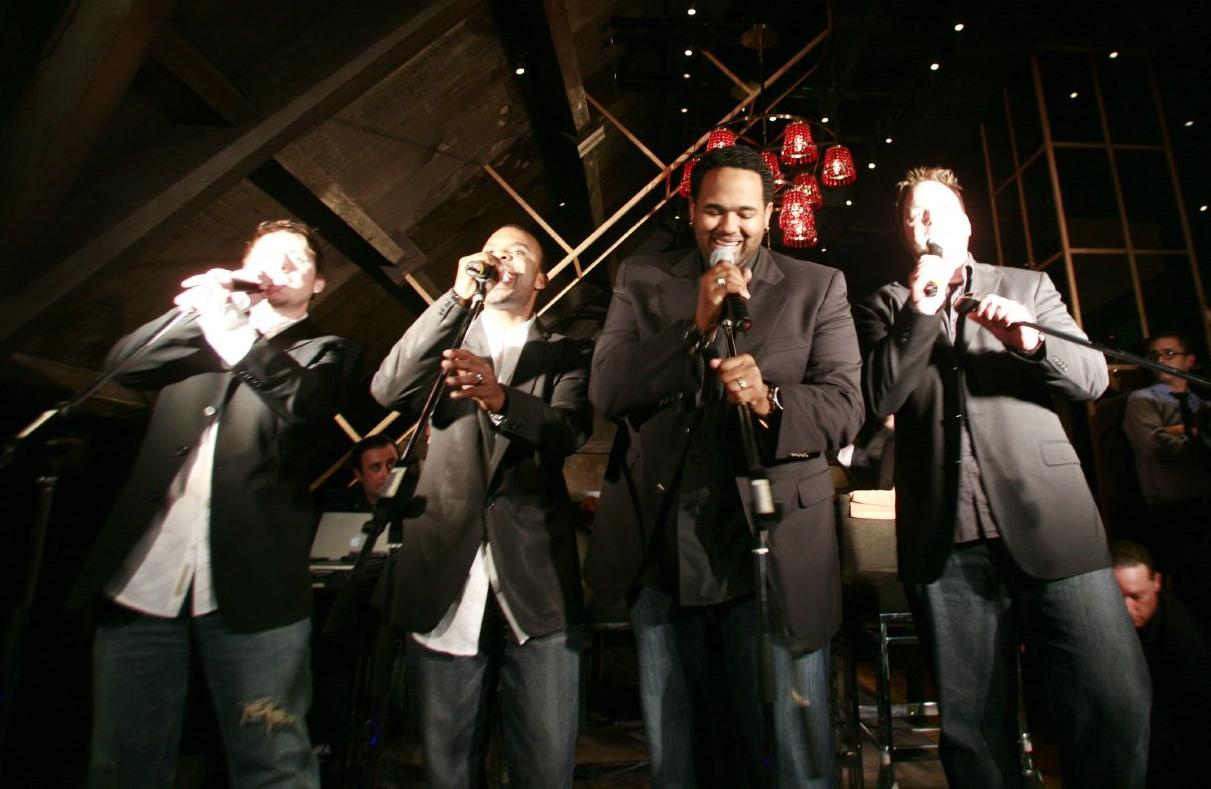
«I Swear» de la banda masculina All 4 One (fotografía) evitó que «I'll Remember» alcanzara la primera posición en las listas Billboard Hot 100, Hot 100 Airplay, Hot 100 Singles Sales y Pop Songs

En palabras de José F. Promis de AllMusic, «I'll Remember» se convirtió en un «éxito masivo, aunque en cierto modo [fue] un sleeper hit». Tras su lanzamiento en los Estados Unidos, estuvo entre las diez canciones más escuchadas en siete principales estaciones de radio, entre ellas WSKS de Wilkes-Barre, KRBE de Houston y KKFR de Glendale, y el 2 de abril de 1994 ingresó en el puesto 27 en la lista Hot 100 Airplay y en el 35 en la principal Billboard Hot 100, por lo que, en esta última, representó el mayor debut de la semana y el tercer debut más grande de Madonna en la década de 1990 junto con «This Used to Be My Playground» —que también ingresó en el número 35— después de «Rescue Me» (1991) y «Erotica» (1992). En la semana siguiente, vendió 12 000 copias, suficiente para entrar en el 39.º lugar del conteo de ventas físicas, y ascendió hasta los veinte primeros en el Hot 100. Continuó vendiendo poco más de 15 000 y 17 000 ejemplares y, en sus primeras cuatro semanas, ya había contabilizado 50 000 copias. En la edición del 14 de mayo, subió del séptimo al cuarto puesto en el Hot 100, de manera que se convirtió en el primer sencillo de Madonna en ubicarse entre los cinco primeros desde «Erotica» —que llegó al tercero en 1992— y en el vigesimoprimero de su carrera en general. Asimismo, representó su vigesimosexto top diez, el primero desde «Deeper and Deeper» (1992) y la mayor cantidad para una solista femenina en la era del rock, así como su trigésimo top 40, lo que la ubicó en el cuarto lugar de las artistas con más éxitos entre los cuarenta principales después de Dionne Warwick (31), Connie Francis (35) y Aretha Franklin (41). Finalmente, el 28 de ese mes alcanzó la segunda posición solo por detrás de «I Swear» de la banda All 4 One, que aún lideraba en ventas y airplay.
Aunque tuvo un «fuerte incremento» de promoción en las emisoras —había sido la canción más reproducida en las principales radios KIIS-FM de Los Ángeles, WLUM de Milwaukee, KKLQ de San Diego y WKSE de Búfalo— y era un «firme aspirante» al número uno, Kevin McCabe de Billboard señaló que «estaba demasiado lejos» en puntos generales para reemplazar a «I Swear», de tal forma que pasó cuatro semanas seguidas por debajo de All 4 One. Con ello, fue su quinto sencillo en ubicarse en la segunda posición, lo que la colocó en un cuádruple empate con Elvis Presley, The Carpenters y Creedence Clearwater Revival como los artistas con más éxitos número dos. Aun así, significó uno de los mayores éxitos de la artista en el Hot 100 en los últimos años, al permanecer un total de veintiséis semanas; por tanto, fue su tercer lanzamiento con más permanencia en el conteo, después de «Borderline» (1984) y «Take a Bow» (1994).
En la misma edición del 28 de mayo, también alcanzó el segundo lugar en las listas Hot 100 Airplay, Hot 100 Singles Sales y Pop Songs, todas ellas por detrás de «I Swear». En el conteo Adult Contemporary, la canción desplazó a «Now and Ever» de Richard Marx —que llevaba once semanas en el primer lugar— y pasó cuatro ediciones seguidas en el primer puesto, hasta que «Can You Feel the Love Tonight» de Elton John tomó su lugar. Fue el cuarto número uno de Madonna, tras «Live to Tell» (1986), «La isla bonita» (1987) y «Cherish» (1989), y finalizó en el undécimo puesto de los temas más exitosos de 1994 de las radios contemporáneas para adultos. También ocupó la decimocuarta posición en Rhythmic Songs y la trigésima en Dance Singles Sales. Para fin de año, se ubicó en los números 10, 13 y 44 de las listas anuales de Hot 100 Airplay, Hot 100 y Hot 100 Singles Sales, respectivamente. En noviembre de 2008, Billboard reveló las canciones de Warner Bros. Records con mejor desempeño en el Hot 100 y «I'll Remember» se ubicó en el vigesimotercer puesto. Asimismo, se convirtió en el undécimo sencillo más exitoso de Madonna en dicho ranquin y en el decimocuarto más exitoso de Sire Records.
El tema llegó a la cima en tres listas de Gavin Report: Top 40, Go Chart y AC, con un total de transmisión en 422 de 467 estaciones de música popular y de adulto contemporáneo. El buen recibimiento comercial se trasladó a la revista Radio & Records, donde alcanzó el primer lugar en los conteos Adult Contemporary, Hot AC/Adult y Pop, así como el vigesimosexto en Rhythmic, mientras que en el principal CHR/Top 40, que recopila datos de transmisión de 170 emisoras estadounidenses, se ubicó en la segunda casilla nuevamente por detrás de «I Swear» de All 4 One. Esta última canción también evitó que «I'll Remember» liderara el ranquin Plays Per Week de The Network Forty; pese a ello, fue el sexto tema más escuchado del año con 164 636 reproducciones en total. En la misma revista, estuvo en las posiciones décima y decimoquinta en Street Chart y Adult Contemporary, respectivamente. En el caso de la lista Top 100 Singles de Cash Box, fue el músico Prince con su sencillo «The Most Beautiful Girl in the World» quien impidió que «I'll Remember» llegara a lo más alto en la edición del 21 de mayo de 1994. Por último, alcanzó el noveno puesto en el Top 75 de la revista CMJ New Music Report y el trigésimo segundo en el Club Chart de Hitmakers. Finalizó el año como uno de los sencillos más vendidos en el país con medio millón de copias, por lo que obtuvo un disco de oro por parte de la Recording Industry Association of America (RIAA); con ello, Madonna empató con Janet Jackson como la segunda artista femenina con la mayor cantidad de sencillos de oro en el país, con un total de trece, detrás de Aretha Franklin, que en ese momento contaba con catorce placas.

### Europa
«I'll Remember» también logró éxito internacional. Fue la canción más añadida a las radios de Europa en la edición del 9 de abril de 1994, por lo que logró el mayor debut de la semana y del año hasta ese momento en la lista European Hit Radio Top 40 de Music & Media al ingresar en el décimo puesto, con un total de difusión en 59 emisoras del continente. En la semana siguiente, obtuvo el reconocimiento Radio Active, otorgado a la canción con la mayor ganancia de puntos, luego de que el número de emisoras incrementara a 79 repartidas en veinte territorios, entre ellos Dinamarca, la República Checa y el Reino Unido, que fueron los países que más apoyo radial tuvo. Finalmente, el 7 de mayo, alcanzó el tercer puesto con un total de 118 estaciones que reproducían el tema, solo por detrás de «The Most Beautiful Girl in the World» de Prince y «Streets of Philadelphia» de Bruce Springsteen. En el ranquin Adult Contemporary Europe, que recopila las 25 canciones soft rock y pop más reproducidas para un público de 25 a 49 años, llegó a la cuarta casilla el 14 de mayo. En la lista principal de ventas Eurochart Hot 100 Singles, debutó en el vigesimocuarto puesto el 9 de abril, lo que marcó la primera entrada de la cantante desde «Rain» de Erotica (1992), su decimotercera en la década de 1990 y la 33.ª de su carrera en general. El 23 de ese mes, alcanzó la decimoquinta posición y estuvo quince semanas en total, cuando hizo su última aparición el 16 de julio en el número 91. En las listas anuales de 1994, ocupó los puestos 20, 37 y 82 en Adult Contemporary, European Hit Radio y Eurochart, respectivamente.
En el Reino Unido, ingresó a la décima posición del UK Singles Chart el 2 de abril de 1994, lo que representó el 32.º top diez de Madonna —el 31.º de manera consecutiva— de un total de 33 entradas en la lista, así como la 26.º canción coescrita por ella, la mayor cantidad para cualquier cantante y compositora en el país. En la edición siguiente, ascendió hasta el séptimo lugar y permaneció un total de diez semanas; ocupó el número 92 de los más vendidos de 1994. También alcanzó la séptima posición en los conteos de radios Airplay Chart y Network Chart; para agosto de 2008, había vendido 100 090 copias según datos oficiales de Music Week, por lo que se convirtió en el 49.º sencillo más exitoso de la cantante. En Italia, el tema debutó en la octava casilla de la lista de Musica e dischi y al cabo de cinco semanas ascendió hasta lo más alto; se mantuvo un total de veinticinco semanas, catorce de ellas entre las diez primeras posiciones. Alcanzó el quinto puesto en el conteo de ventas de Finlandia, lo que supuso un mejor recibimiento con respecto al sencillo anterior, «Bye Bye Baby», y fue el vigésimo top cinco de la cantante. También estuvo entre los diez principales en Polonia, donde ocupó el sexto lugar, en Suecia, donde pasó once semanas en total, una de ellas en el noveno puesto, y en Irlanda, donde se ubicó en la décima posición y fue el 33.º sencillo de Madonna entre los diez mejores. En el resto de los mercados, quedó entre los veinte primeros lugares en Escocia (número 12), Islandia (número 20) y Suiza (número 17), mientras que en Alemania, Bélgica, Francia y los Países Bajos se ubicó en el top 50.

### Otros mercados

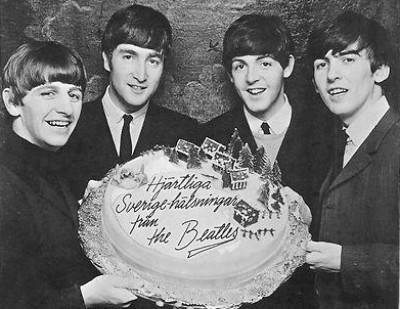
Con «I'll Remember», Madonna se convirtió en la segunda artista con más sencillos número uno en la historia de la lista canadiense Top 100 Tracks de RPM, solo por detrás de The Beatles (imagen)

En Canadá, «I'll Remember» debutó en el puesto 52 del Top 100 Tracks de RPM el 28 de marzo de 1994. Tuvo un ascenso gradual y casi dos meses después —concretamente el 16 de mayo— alcanzó el primer lugar, por lo que Madonna se convirtió en la segunda artista, después de The Beatles, con más números uno en la historia de RPM, con un total de trece; una semana antes de que alcanzara la primera posición, Tim Evans de la revista había nombrado a Madonna la «artista femenina más exitosa de los últimos treinta años». Permaneció cinco semanas consecutivas en lo más alto de la lista y fue la segunda canción con mayores ventas de 1994, solo detrás de «All for Love» de Rod Stewart, Bryan Adams y Sting. También logró la primera posición en el conteo de adulto contemporáneo y finalizó en el vigesimoséptimo puesto de los sencillos más exitosos del año. «I'll Remember» ocupó el primer puesto en el ranquin Contemporary Hit Radio de The Record, así como el decimotercero en el de ventas físicas Retail Singles de la misma revista.
En Australia, ingresó en la undécima posición de la lista ARIA Top 50 Singles el 1 de mayo de 1994 y el 15 de ese mes ascendió hasta la séptima, por lo que se convirtió en el vigesimotercer top diez de Madonna en el país. Permaneció trece semanas en total, seis de ellas entre los diez primeros, y finalizó en el 41.º de los sencillos más exitosos del año. Obtuvo un disco de oro por parte de la Australian Recording Industry Association (ARIA) tras la venta de 35 000 unidades. Por el contrario, en Nueva Zelanda, la recepción comercial fue menor; debutó el 24 de abril de 1994 en el número 41 y volvió a ingresar el 8 de mayo en el 49. Finalmente, subió hasta el puesto 37 el 12 de junio y en total duró nueve semanas en la lista. Durante el período enero de 2007 a diciembre de 2011, «I'll Remember» fue la decimoctava canción más reproducida de Madonna en las radios de Brasil, de acuerdo con ECAD, la entidad responsable de recaudar y distribuir los derechos de autor derivados de la ejecución pública de la música brasileña y extranjera. La canción vendió más de un millón de copias en todo el mundo, hecho que el autor Mark Bego resaltó dada aquella época, en la que las discográficas «se quejaban» de la disminución de las ventas de sencillos.

## Recepción crítica
En términos generales, «I'll Remember» obtuvo reseñas favorables de los críticos y periodistas, quienes elogiaron la nueva dirección musical de Madonna. Por ejemplo, Troy J. Augusto de Cash Box resaltó su ritmo y textura «suaves» y añadió que «servirá para volver a presentar a la ambiciosa cantante a sus viejos amigos de las principales radios, quienes, basándose en su material reciente y cuestionable, podrían haberse preguntado si el mejor trabajo de la chica había quedado atrás». Augusto concluyó que, «después de una serie de canciones malas, es agradable escucharla volver a su punto fuerte: la power ballad». En el libro The Rough Guide to Rock (2003), el académico Peter Buckley la describió como «atmosférica» y uno de los mejores trabajos de Madonna «al demostrar su capacidad para mantenerse en contacto con la evolución musical y adaptarse a ella». Daniel Welsh del HuffPost indicó que el lanzamiento de «baladas más suaves» como «I'll Remember» marcó el inicio de una «renovación de la imagen» de la cantante. En la Encyclopedia Madonnica (1995), Matthew Rettenmund subrayó el hecho de que, aunque «lo lógico» para Madonna «habría sido tomarse unas vacaciones de los medios», dadas las críticas negativas de Sex y el fracaso de Body of Evidence, en su lugar «se embarcó en una gira, The Girlie Show, y solo tres meses después de que llegara a su fin, estaba de vuelta con "I'll Remember"». El biógrafo Mark Bego la nombró «hermosa y sentimental» y señaló que «continuó su romance con los programadores de las radios y los compradores de discos por igual». Comparó a Madonna con un fénix por haber «causado un gran revuelo en las listas musicales en 1994» y concluyó que, a pesar de sus «impactantes declaraciones y sus controvertidas canciones dance, demostró una vez más que podía dar un giro de 180 grados de vez en cuando y ofrecer una balada conmovedora».
En cuanto a la música y producción del tema, un editor del The Virginian-Pilot lo describió como un «dulce homenaje al new wave», mientras que la revista Music & Media observó que cada lanzamiento nuevo de la cantante seguía un estilo de música ambiental y «I'll Remember» «reforzaba aún más» esa impresión. J. Randy Taraborrelli la catalogó como una «canción hermosa» que «suena como el tema de una película, dotado de acordes elegantes y gran emoción». El autor la comparó con «Live to Tell» (1986), otro tema compuesto por Madonna y Leonard, pero indicó que «I'll Remember» era «mejor». Un redactor de la revista The Network Forty también la comparó con «Live to Tell» y añadió que, «se perciba como se perciba, debería ser un éxito número uno en pocas semanas». Rikky Rooksby lo definió como uno de los sencillos «más potentes» y «más grandes» de su carrera. Además, sintió que en algunas partes «casi podría ser una canción de Prince». Rettenmund encontró similitudes con «The Look of Love» (1987), otro de sus temas, e indicó que tenía la «misma nostalgia lírica» que «This Used to Be My Playground». Asimismo, destacó la «vulnerabilidad» de la canción y concluyó que «devolvió a la artista la gracia con el público consumidor después de la tan publicitada reacción contra Erotica».
| [«I'll Remember»] sitúa a la camaleónica artista en el interior de una canción pop de ritmo fácil con una percusión un poco caribeña. Unos compases de sintetizador suaves enmarcan la interpretación reflexiva de Madonna. El sencillo gustará a aquellos que consideraron a Erotica demasiado intenso, y debería instalarse de inmediato en las listas de reproducción de todos los formatos posibles. —Reseña de Larry Flick de Billboard. |

En sus evaluaciones a With Honors, la biógrafa Michelle Morgan le pareció un «hermoso acompañamiento para la película», en tanto que John Goff de Cash Box la llamó «encantadora» y predijo que sería una de las nominadas al Óscar. Summer Anne Burton de BuzzFeed la calificó como la más memorable de la banda sonora, así como su mejor trabajo en años, y Alan Jones de Music Week afirmó que era una de las «principales atracciones» del disco. Otros críticos opinaron sobre el tema en sus reseñas al recopilatorio Something to Remember. En este aspecto, Chuck Campbell de Star-News aseguró que los fanáticos «se alegrarían» de la inclusión de «I'll Remember» en el material, al no haber estado disponible en ningún álbum de la cantante anteriormente. Andy Orrell de Entertainment Scene 360 le otorgó cuatro puntos de cinco y la calificó como «brillante», con elogios para la introducción, la interpretación de Madonna y la letra «con mucho sentimiento». Sal Cinquemani de Slant Magazine la calificó como una de las «gemas» de Something to Remember, y Steven Morse de The Boston Globe la describió —junto con «This Used to Be My Playground»— como una canción «reflexiva».
En otros comentarios, José F. Promis de AllMusic dijo que era «tan suave y contemporánea como Madonna» y señaló que había «cerrado la brecha entre el notorio período de Erotica y su fase de Bedtime Stories, más suave y urbana». Erika Palomino, del periódico brasileño Folha de S. Paulo, comentó que baladas como «I'll Remember» representaban el «lado B» de Madonna, y «ella es buena en eso». Christopher G. Feldman de The Billboard Book of Number 2 Singles (2000) y Peter Robinson de Pitchfork la nombraron una balada «tierna» y «melancólica», respectivamente, y Louis Virtel de Logo, que le pareció «maravillosa», sintió que provocaba lágrimas. En su reseña al sencillo, Leah Greenblatt de Entertainment Weekly le otorgó una «B+» y comentó que «nada dice "por favor, dejen de hablar de mi libro Sex" como esta balada etérea y sincera». De la misma publicación, Kyle Anderson sostuvo que fue parte —junto con «Take a Bow»— de una tanda «ecléctica» de éxitos de Madonna a mediados de los años 1990. Sobre el éxito comercial en los Estados Unidos, Terry Hazlett de Observer-Reporter comentó que «si dudas de su estrellato, ten en cuenta que la canción procede de un fracaso de película y de un fracaso de banda sonora». Tom Breihan de Stereogum le otorgó ocho puntos sobre diez y declaró que no era un indicativo de un nuevo cambio de dirección para la artista; por el contrario, aseguró que la canción, al igual que «This Used to Be My Playground», fue «solo un interludio en su carrera. Madonna siempre estaba dispuesta a hacer una gran balada para bandas sonoras, pero esas grandes baladas eran [proyectos] separados de sus álbumes». En un comentario variado, Barry Walters de The San Francisco Examiner sostuvo que era un «intento de recrear la gloria de [sus] anteriores baladas» de bandas sonoras. Pete Stanton de Smash Hits le otorgó tres puntos de cinco y mencionó que era «lenta y tranquila, pero bastante encantadora». Si bien rescató que «no era tan deprimente» como «This Used to Be My Playground», aseguró que «tampoco era tan innovadora ni provocativa» como los sencillos de Erotica. Aunque resaltó su «sonoridad peculiar» de los años 1960, el autor italiano Francesco Falconi remarcó que «no quedará como memorable en su historia artística», pese a la buena recepción comercial que tuvo. En la misma línea, Sheryl Garratt de Los Angeles Times manifestó que había «caído en el olvido», opinión que compartió el periódico The Telegraph de Alton, que mencionó que tuvo «poca atención» del público a pesar de su popularidad en las listas. Eric Weisbard de la revista Spin sostuvo que, con «I'll Remember», Madonna «se ha visto reducida a un mero producto para las radios, después de que el mundo demostrara desinterés por su material más fuerte». En una evaluación menos favorable, Brian Boone de Popdose la llamó «mediocre».
En reseñas retrospectivas, Patrick Demarco de Philadelphia la nombró «sensual», «tierna» e «infravalorada», opinión que compartió Adam White del periódico sudafricano TimesLIVE, que la consideró una «bonita balada, en gran parte olvidada» por el público. Aunque sintió que «había caído en el olvido» desde su lanzamiento en 1994, Jon O'Brien de Billboard escribió que se trataba de uno de los «momentos más ensoñadores de la producción adulta contemporánea de Madonna». Por su parte, Eric Henderson de Slant Magazine lamentó la «ausencia más evidente» de la canción en el grandes éxitos de Madonna, Celebration (2009), pues representaba —junto con «Vogue» (1990)— «uno de los cambios de marcha más importantes de toda su carrera». Además, agregó que había «saldado cuentas después de la era Sex, amplia (y erróneamente) ridiculizada» y que había sido «la clave para entender cómo nacieron» Lourdes, la hija de la cantante, y su siguiente álbum, Ray of Light (1998). Justin Myers del sitio The Guy Liner calificó la línea Outside I looked for a way to teach my heart to sing («Afuera busqué una manera de enseñarle a mi corazón a cantar») como el mejor verso de la canción. Alex Balk de The Awl resaltó que «sería una verdadera lástima que esta joya atemporal cayera en el olvido» y concluyó que, al igual que With Honors, «I'll Remember» dejaba una «valiosa lección que todas las generaciones necesitan aprender de nuevo»:

«Viajar en quietud» es algo que todos necesitamos hacer, sobre todo en estos tiempos difíciles. Todos cargamos con un montón de ansiedades innecesarias que nos impiden encontrar nuestra propia razón para llorar. Si la pregunta es «cómo enseño a cantar a mi corazón» —y dado todo lo que sabemos, ¿hay realmente alguna otra pregunta?— entonces la respuesta se revela muy claramente en «I'll Remember». Como ella misma dice, Mmmmm... I'll remember. No está diciendo que lo recuerda, sino que lo recordará, lo cual, si lo piensas bien, es quizás el paso más esencial en el proceso de recordar, ya que va a ocurrir en el futuro. En cualquier caso, lo que intento decir es que esta canción es demasiado importante para olvidarla. Si hay algo que te llevas de la web hoy, que sea que recuerdes «I'll Remember (Theme from With Honors)» y te tomes en serio sus lecciones. Creo que todos seremos un poco más felices si lo haces.

## Reconocimientos
En la 52.ª edición de los Globo de Oro, realizada el 21 de enero de 1995 en Los Ángeles, «I'll Remember» obtuvo una nominación en la categoría de mejor canción original, pero perdió ante «Can You Feel the Love Tonight» de El rey león, compuesta por Tim Rice y Elton John. También estuvo entre los candidatos a mejor canción escrita específicamente para una película o la televisión en la 37.ª entrega de los premios Grammy, celebrada el 2 de marzo del mismo año; en esta ocasión, el premio fue para «Streets of Philadelphia» de Bruce Springsteen. Madonna, Leonard y Page recibieron un reconocimiento por su trabajo como compositores en la decimosegunda entrega anual de los ASCAP Pop Awards, acontecida el 15 de mayo en Los Ángeles, que honró a las canciones de ASCAP más escuchadas en los Estados Unidos durante el período del 1 de octubre de 1993 al 30 de septiembre de 1994. Por último, en la cuarta edición de los premios MTV Movie, llevada a cabo en Burbank en junio de 1995, compitió por mejor canción de una película, aunque la distinción fue otorgada a «Big Empty» de Stone Temple Pilots por el filme The Crow.
| Esta balada lagrimosa es sentimental y a la vez desafiante, lo cual es una dicotomía muy convincente. «I'll Remember» fue un gran éxito para Madonna, y una vez más consolida su capacidad para vender una canción de desamor emotiva. —Louis Virtel de Logo en su lista de las cien mejores canciones de Madonna. |

John Buchanan de AllMusic y Troy L. Smith de Cleveland lo incluyeron en sus listas de los temas más destacados de 1994, y el sitio Chart Beats lo clasificó en el decimocuarto puesto de los 200 mejores del año. Bruce Pollock la consideró una de las 7500 canciones más importantes de la era del rock and roll, y la denominó «otra gran balada cinematográfica». De las cincuenta mejores pistas de 1994, John Hamilton de Idolator la clasificó en el 36.º lugar y la caracterizó como «melodiosa y poderosa», así como una de las mejores y más infravaloradas de la carrera de Madonna. Asimismo, declaró que la «vibrante balada» era otro ejemplo de cómo la cantante «se pone en plan diva del cine». Liz Smith del Toledo Blade criticó que no hubiera sido nominada a mejor canción original en los premios Óscar y añadió que «no era la primera vez que la compositora Madonna se queda fuera de esta categoría. Ella es el talento que [la Academia] adora odiar». En noviembre de 2012, apareció en la novena posición de la lista de «las once canciones pop que te harán llorar» del periodista Ryan O'Connell, de Thought Catalog, que destacó que «levanta el ánimo y te hace llorar por un motivo diferente» y añadió que «Madonna no suele mostrarse indefensa en su música, así que siempre es un placer cuando nos recuerda que es una persona vulnerable en lugar de una demonio». En junio de 2018, Hayden Brooks de la plataforma iHeartRadio lo reconoció como uno de los mejores temas «para bailar entre madre e hijo en tu boda».
Numerosos medios de comunicación también la incluyeron entre las mejores canciones o sencillos de Madonna, como American Songwriter, Billboard, Boy Culture, Chart Beats, Dallas Observer, Entertainment Weekly, Examiner, HuffPost, Logo, MLive Michigan, Parade, Queerty, Slant Magazine, The Detroit News, The Guardian, la versión en español de Vanity Fair y VH1. Figuró además en el conteo de las mejores canciones de Madonna de bandas sonoras, creada por Garrett Mitchell de The Arizona Republic, quien la describió como «suave y sentimental, llena de voces susurrantes y que ofrece una introspección que te hace sentir bien». Otros críticos lo consideraron uno de los sencillos más subestimados de su discografía; en este sentido, Lucy Tonic de la compañía AXS aseguró que merecía más reconocimiento, mientras que Nick Levine de NME lamentó que pasara desapercibido desde su lanzamiento, a pesar de su éxito comercial, e indicó que la razón de ello fue «porque se grabó para la banda sonora de With Honors, una película de Joe Pesci y Brendan Fraser que nadie necesita ver». En la lista «Las diez mejores canciones de Madonna que la radio olvidó», Robbie Daw de Idolator la clasificó en el octavo lugar y la definió como una «balada sorprendentemente empalagosa». Graham Gremore de Queerty sintió que había caído en el olvido y continuó: «Pregúntale a cualquier fanático casual de Madonna qué piensa de "I'll Remember" y probablemente le mirará con una expresión en blanco. Pero para nosotros, los incondicionales, sigue siendo una de las muchas joyas ocultas del ilustre y creciente catálogo de nuestra reina».

## Vídeo musical

### Producción
Bajo la producción de Diane Greenwait y June Guterman, el videoclip de «I'll Remember» fue rodado en Los Ángeles y dirigido por Alek Keshishian, quien ya había colaborado previamente con Madonna en las versiones en vivo de «Holiday» (1983) y «Like a Virgin» (1984), tomadas del documental Truth or Dare, así como en «This Used to Be My Playground» (1992). La edición quedó a cargo de Patrick Sheffield y la cinematografía recayó en Stephen Ramsey. Madonna trabajó con el equipo de efectos especiales Steele, con quien volvería a colaborar años después para «The Power of Good-Bye» (1998) y sus giras Drowned World (2001) y Confessions Tour (2006). En una entrevista con el sitio Madonna Tribe, Jerry Steele, uno de los miembros del equipo, comentó que había sido una «pieza preciosa en la que desarrollamos y perfeccionamos nuestro estilo característico de belleza y acabado»; profundizó:

A «I'll Remember» se le añadieron varios rellenos de pantallas de proyección y la clásica atmósfera de teatro (como neblinas de humo y los haces de luz parpadeantes de una cabina de proyección). Las paredes y el techo del teatro se mejoraron digitalmente. Se creó completamente desde cero una cabina de sonido para acompañar una toma que iba desde arriba hasta Madonna. Todas las inserciones del vídeo se trataron para que parecieran estar dentro de la sala y todos los primeros planos y planos medios de Madonna se trataron individualmente para realzar la belleza facial.

La artista lució un aspecto «clásico» que consistió en un vestido negro sencillo y un «elegante» peinado del mismo color comparado con el de la actriz estadounidense Louise Brooks. La crítica notó que tanto su apariencia como la trama eran bastante similares al videoclip de su anterior sencillo «Rain» (1993), dado que también exhibió su melena corta oscura con reflejos cobalto, un vestido largo y un gran collar de perlas en el cuello, además de que se aprecian técnicos entre bastidores dentro de un estudio de grabación, tal como sucede en «Rain». La única diferencia es que, en este último, la intérprete lució una peluca, mientras que en «I'll Remember» era su cabello real.

### Estreno y recepción

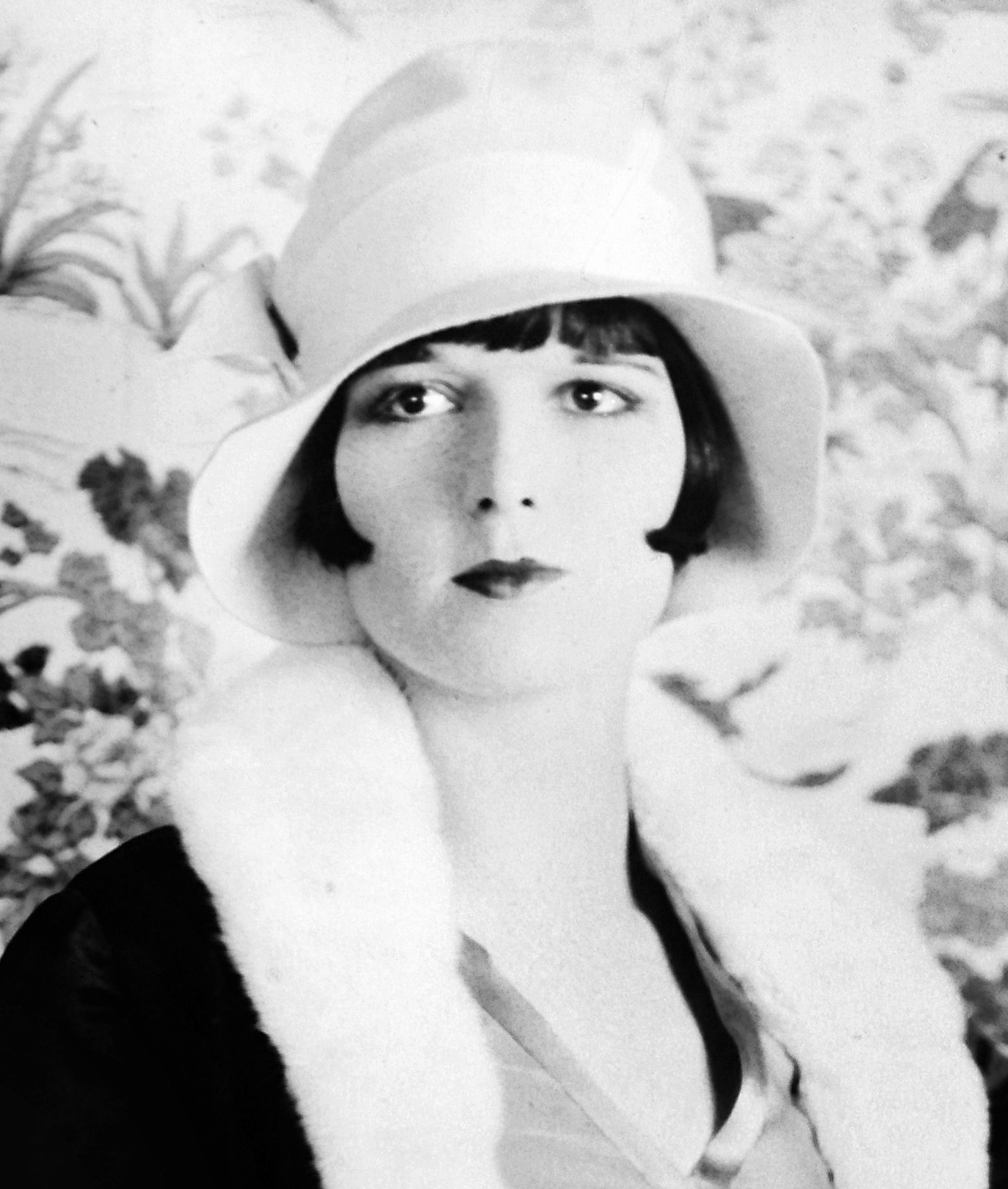
El look de Madonna en el videoclip de «I'll Remember» fue comparado con el de la actriz estadounidense Louise Brooks (fotografía)

En el Reino Unido, el videoclip tuvo su estreno oficial en el programa Top of the Pops de la BBC el 17 de marzo de 1994, mientras que, en los Estados Unidos, salió al aire en los canales de televisión MTV y VH1 en la semana del 26 de ese mismo mes. En la undécima edición de los MTV Video Music Awards, celebrada en septiembre de ese año, obtuvo una nominación en la categoría de mejor vídeo de una película, aunque perdió ante «Streets of Philadelphia» de Bruce Springsteen. Años después, figuró en el DVD recopilatorio Celebration: The Video Collection (2009). La cantante, con la ayuda de la tecnología informática, se ve a sí misma interpretando el tema con nostalgia dentro de un «sofisticado» estudio de grabación de sonido; en este sentido, la Madonna «voyeur» viste un traje y una camisa de hombre y la Madonna «exhibicionista» luce un vestido negro ceñido con un recogido y un gran collar de cristales, mientras canta mirando directamente hacia la cámara. A la vez que canta, las imágenes de With Honors se proyectan en una pantalla frente a ella.
Mirangie Alayon del sitio Mor.bo lo llamó «nostálgico» y elogió la apariencia de Madonna como uno de los mejores looks de su carrera. De manera similar, Leonardo Souza —de la estación de radio Itapema FM— sostuvo que presentó la «versión más bella de la Madonna morena». Alayon añadió que, si bien ya había utilizado el cabello corto en varias oportunidades, para esta ocasión, su estilo negro «azabache y microfringe» recordaba a «una flapper de los años 20 casi salida de la película Cabaret». Por su parte, Rettenmund opinó que «apuesta por el look de Louise Brooks con su corte serio y su maquillaje, pero cuando mira fijamente a la cámara hacia el final, es difícil no pensar en Chita Rivera». Daryl Easlea, que había notado que la artista «no muestra ninguna parte del cuerpo», declaró que había «una línea directa entre esta canción y los cuatro años siguientes de su carrera, durante los cuales desempeñaría su papel de forma un poco más seria, [...] actuaría según su edad, no según su talla de calzado».
Eric Díaz de Nerdist sintió que, aunque era una de las mejores canciones de Madonna, no estaba entre sus mejores vídeos dado que «no eran más que fragmentos de las películas en las que aparecían editados». Por el contrario, Louis Virtel de Logo lo clasificó en el 36.º lugar de los 55 vídeos más destacados de la artista y lo describió como un «poético arrepentimiento con honores». Académicos de la Michigan Sociological Association señalaron que ilustraba la «paradoja de género» de Madonna, dado que, «mientras observa a su forma femenina que canta la canción, ella misma está vestida de manera andrógina sosteniendo un cigarrillo, que se asocia como una de las formas simbólicas de la supremacía masculina». En el capítulo «Soundtrack Music Videos: The Use of Music Videos as a Tool for Promoting Films», los autores David Selva-Ruiz y Desirée Fénix-Pina declararon que era un ejemplo de la «fusión [que] consiste en la aparición simultánea de imágenes de una película y escenas del artista», dos elementos que se manifiestan en «I'll Remember». Francesco Falconi notó que las similitudes con «Rain» eran «evidentes», aunque afirmó que, a diferencia de este último, Madonna luce un aspecto andrógino y el resultado es «menos refinado». Cabe mencionar que meses después del estreno y de que el sencillo lograra éxito en los Estados Unidos, el padre de Madonna se contactó con ella para comunicarle que había visto el vídeo en la televisión y que había salido «muy guapa».

## Versiones de otros artistas

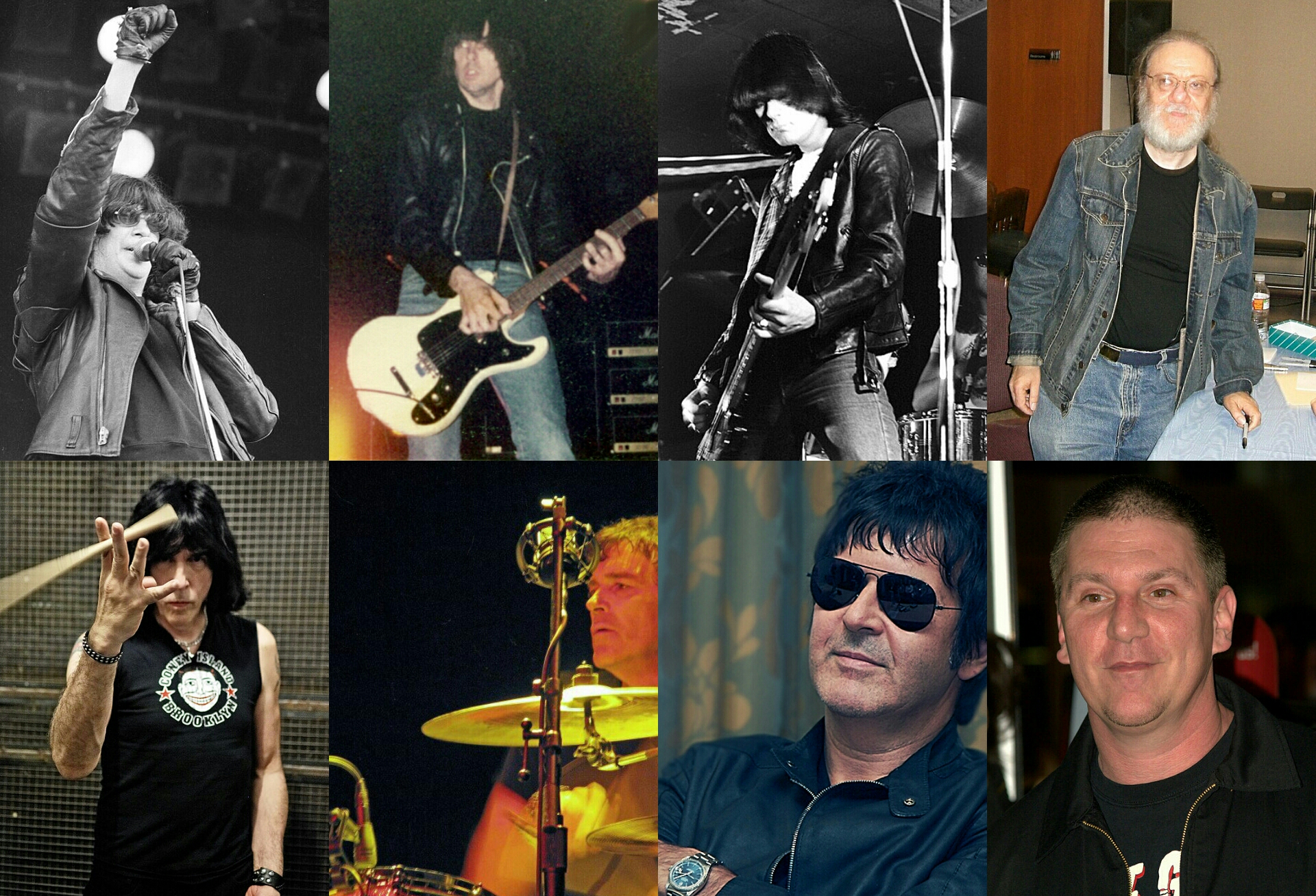
La banda estadounidense Ramones cantó un fragmento de «I'll Remember» como parte de un popurrí en los MTV Movie Awards de 1995

En los MTV Movie Awards de 1995, la banda estadounidense Ramones cantó un fragmento de «I'll Remember» como parte de un popurrí junto con «Can You Feel the Love Tonight» de Elton John y «Regulate» de Warren G, que eran los otros temas nominados en la categoría mejor canción de una película, donde Madonna competía. La cantante Samantha Murray realizó una versión para el álbum homenaje A Tribute to Madonna, publicado en 1999 por la compañía Kives Records, y la Sunset Lounge Orchestra grabó una versión instrumental en septiembre de 2008 para el disco tributo The Madonna Cool Down Experience, Pt. 1. Richard Page interpretó la canción en un concierto especial llevado a cabo en Kula, en Santa Mónica (California), el 20 de febrero de 2011; previo a la presentación, el compositor comentó: «A [Madonna] le encantó la canción. Cambió toda la letra que había escrito para mejor. Realmente hizo un gran trabajo». La actuación se incluyó en el álbum en vivo Solo Acoustic (2011). También en 2011, el pianista brasileño Judson Mancebo produjo una canción de cuna de «I'll Remember» para el álbum Babies Love Madonna, publicado en Australia por el sello ABC Music. Cada episodio de la sexta temporada de la serie de televisión estadounidense The Vampire Diaries llevó por título el nombre de una canción; el primer capítulo, «I'll Remember», era una referencia al tema de Madonna. En septiembre de 2015, apareció en el disco Madonna: Best of (Piano Covers), del conjunto japonés Relaxing Piano Crew. Una versión rock realizada por el artista Hackie Goes figuró en su álbum When Hits Wanders de 2021.

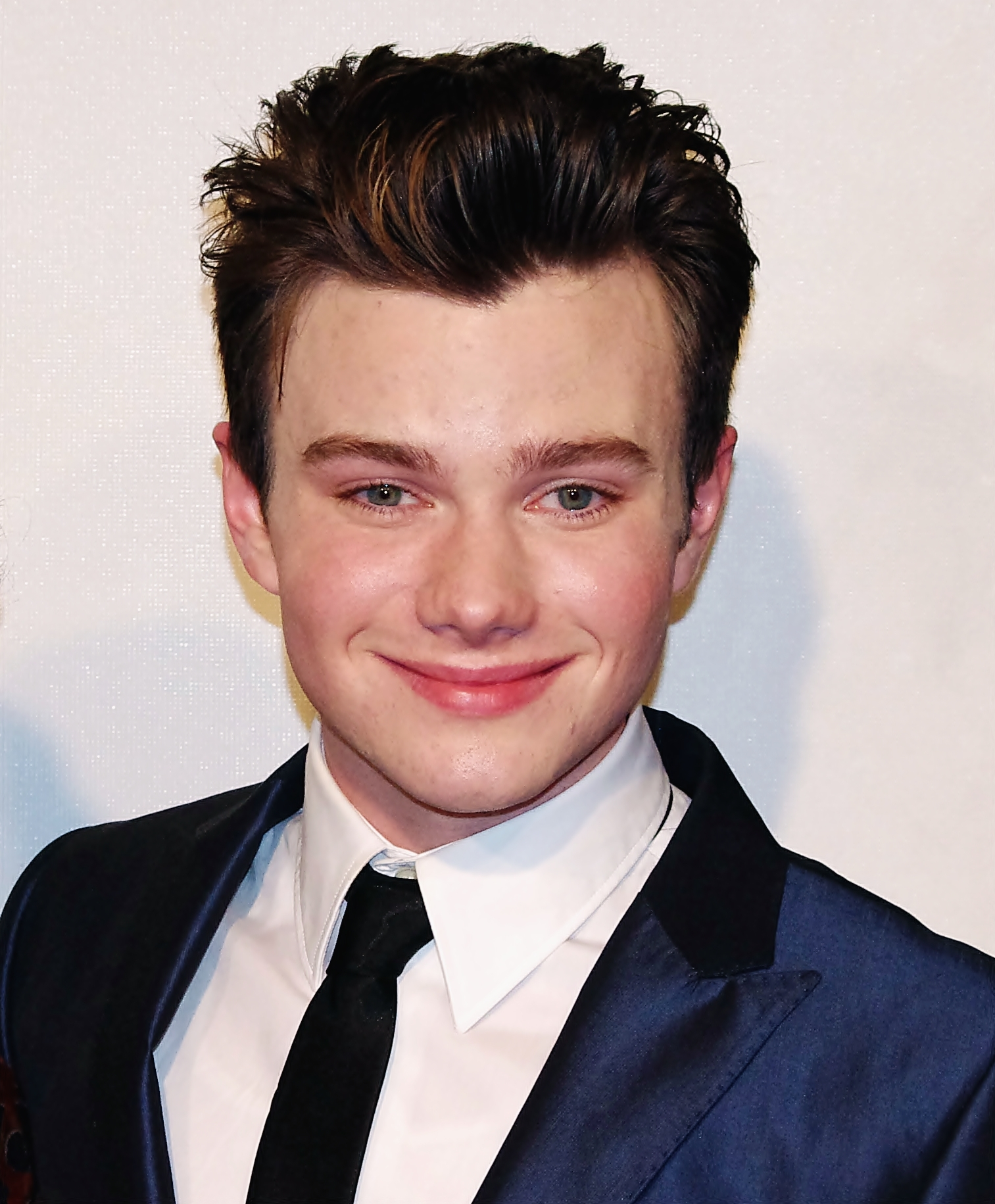
El actor estadounidense Chris Colfer interpretó la canción en el último episodio de la tercera temporada de la serie de televisión Glee

Fue interpretada por el personaje Kurt Hummel (Chris Colfer) en «Goodbye», el vigesimosegundo y último episodio de la tercera temporada de la serie de televisión estadounidense Glee, emitido el 22 de mayo de 2012 en la cadena Fox. En el capítulo, algunos personajes se gradúan de la escuela secundaria McKinley, entre ellos Hummel, quien dedica el tema a los integrantes masculinos del club New Directions por haberlo apoyado: «Estaba en el armario. En esta habitación, no importa si eres gay o hetero. Lo importante es que somos amigos». La actuación recibió comentarios variados de la crítica; por ejemplo, Erica Futterman de Rolling Stone sintió que la elección de la canción había sido «apropiada» y elogió su interpretación «elegante» y «emotiva», así como su voz «nítida, clara y natural». De manera similar, Lauren Hoffman de Vulture comentó que fue una canción de despedida «perfectamente elegida» y destacó la voz «encantadora» del actor. De la revista Glamour, Megan Angelo aseguró que si nada del episodio «atrapaba» al espectador, «probablemente lo haga "I'll Rememeber"». Michael Slezak de TVLine le otorgó una «B+» y la nombró una «dulce versión de una balada infravalorada de Madonna», pero le pareció «raro» que Hummel se la dedicara a los chicos del coro, con quienes nunca había tenido una relación cercana a diferencia de las chicas. Por el contrario, Jen Chaney de The Washington Post calificó el número con una «B-» y, aunque le pareció «agradable», sintió que no era «especialmente memorable» ni tampoco una de las mejores versiones de Madonna. Fallon Prinzivalli de MTV no quedó conforme y concluyó que era mejor dejar esta canción a Madonna. La versión figuró junto con canciones de otros artistas en la banda sonora Glee: The Music, The Graduation Album, editada por Columbia Records el 15 de mayo, una semana antes del estreno del episodio en los Estados Unidos, así como en el recopilatorio Glee: The Music - The Complete Season Three, puesto a la venta en agosto de ese mismo año.

## Lista de canciones y formatos
| 7" / CD / Casete |                                          |          |  |
| N.º              | Título                                   | Duración |  |
| 1.               | «I'll Remember (Theme from With Honors)» | 4:22     |  |
| 2.               | «Secret Garden»                          | 5:32     |  |

| 12" / Maxicasete |                                                                    |          |  |
| N.º              | Título                                                             | Duración |  |
| 1.               | «I'll Remember (Theme from With Honors)» (Guerilla Beach Mix)      | 6:17     |  |
| 2.               | «I'll Remember (Theme from With Honors)» (versión del álbum)       | 4:22     |  |
| 3.               | «I'll Remember (Theme from With Honors)» (Guerilla Groove Mix)     | 6:07     |  |
| 4.               | «I'll Remember (Theme from With Honors)» (Orbit Alternative Remix) | 4:30     |  |

| 12" (Europa) |                                                                    |          |  |
| N.º          | Título                                                             | Duración |  |
| 1.           | «I'll Remember (Theme from With Honors)» (Guerilla Beach Mix)      | 6:10     |  |
| 2.           | «I'll Remember (Theme from With Honors)» (Guerilla Groove Mix)     | 6:07     |  |
| 3.           | «I'll Remember (Theme from With Honors)» (versión del álbum)       | 4:22     |  |
| 4.           | «I'll Remember (Theme from With Honors)» (Orbit Alternative Remix) | 4:30     |  |

| CD (Australia y Europa) |                                                                |          |  |
| N.º                     | Título                                                         | Duración |  |
| 1.                      | «I'll Remember (Theme from With Honors)»                       | 4:22     |  |
| 2.                      | «I'll Remember (Theme from With Honors)» (Orbit Remix)         | 4:20     |  |
| 3.                      | «I'll Remember (Theme from With Honors)» (Guerillia Beach Mix) | 6:10     |  |
| 4.                      | «Why's It So Hard» (Live from The Girlie Show)                 | 5:13     |  |

| Maxi CD |                                                                |          |  |
| N.º     | Título                                                         | Duración |  |
| 1.      | «I'll Remember (Theme from With Honors)»                       | 4:20     |  |
| 2.      | «I'll Remember (Theme from With Honors)» (Guerillia Beach Mix) | 6:18     |  |
| 3.      | «Why's It So Hard» (Live from The Girlie show)                 | 5:12     |  |
| 4.      | «I'll Remember (Theme from With Honors)» (Orbit Remix)         | 4:19     |  |

## Posicionamiento en listas
| País/Continente   | Lista (1994)                      | Posición más alta |
| ----------------- | --------------------------------- | ----------------- |
| Alemania          | Offizielle Deutsche Charts        | 49                |
| Australia         | ARIA Top 50 Singles               | 7                 |
| Bélgica (Flandes) | Ultratop 50 Singles               | 32                |
| Canadá            | RPM Top 100 Tracks                | 1                 |
| Canadá            | RPM Adult Contemporary            | 1                 |
| Canadá            | The Record Retail Singles         | 13                |
| Canadá            | The Record Contemporary Hit Radio | 1                 |
| Escocia           | Scottish Singles Chart            | 12                |
| Estados Unidos    | Billboard Hot 100                 | 2                 |
| Estados Unidos    | Adult Contemporary                | 1                 |
| Estados Unidos    | Dance Singles Sales               | 30                |
| Estados Unidos    | Hot 100 Airplay                   | 2                 |
| Estados Unidos    | Hot 100 Singles Sales             | 2                 |
| Estados Unidos    | Pop Songs                         | 2                 |
| Estados Unidos    | Rhythmic Songs                    | 14                |
| Estados Unidos    | Cash Box Top 100 Singles          | 2                 |
| Estados Unidos    | CMJ Top 75                        | 9                 |
| Estados Unidos    | Gavin Top 40                      | 1                 |
| Estados Unidos    | Gavin Go Chart                    | 1                 |
| Estados Unidos    | Gavin A/C                         | 1                 |
| Estados Unidos    | Hitmakers Club Chart              | 32                |
| Estados Unidos    | R&R CHR/Top 40                    | 2                 |
| Estados Unidos    | R&R Adult Contemporary            | 1                 |
| Estados Unidos    | R&R Hot AC/Adult CHR              | 1                 |
| Estados Unidos    | R&R Pop CHR                       | 1                 |
| Estados Unidos    | R&R Rhythmic CHR                  | 26                |
| Estados Unidos    | The Network 40 Adult Contemporary | 15                |
| Estados Unidos    | The Network 40 Plays Per Week     | 2                 |
| Estados Unidos    | The Network 40 Street Chart       | 10                |
| Europa            | Eurochart Hot 100 Singles         | 15                |
| Europa            | Adult Contemporary Europe         | 4                 |
| Europa            | EHR Top 40                        | 3                 |
| Finlandia         | Suomen virallinen lista           | 5                 |
| Francia           | SNEP                              | 40                |
| Irlanda           | IRMA                              | 10                |
| Islandia          | Íslenski Listinn Topp 40          | 20                |
| Italia            | Musica e dischi                   | 1                 |
| Nueva Zelanda     | RMNZ                              | 37                |
| Países Bajos      | Dutch Top 40                      | 34                |
| Países Bajos      | Single Top 100                    | 28                |
| Polonia           | LP3                               | 6                 |
| Reino Unido       | UK Singles Chart                  | 7                 |
| Reino Unido       | UK Airplay Chart                  | 7                 |
| Reino Unido       | UK Network Chart                  | 7                 |
| Suecia            | Sverigetopplistan                 | 9                 |
| Suiza             | Schweizer Hitparade               | 17                |

| País/Continente | Lista (1994)                  | Posición |
| --------------- | ----------------------------- | -------- |
| Australia       | ARIA Top 50 Singles           | 41       |
| Canadá          | RPM Top 100 Tracks            | 2        |
| Canadá          | RPM Adult Contemporary        | 27       |
| Estados Unidos  | Billboard Hot 100             | 13       |
| Estados Unidos  | Adult Contemporary            | 11       |
| Estados Unidos  | Hot 100 Airplay               | 10       |
| Estados Unidos  | Hot 100 Singles Sales         | 44       |
| Estados Unidos  | Cash Box Top Pop Singles      | 17       |
| Estados Unidos  | R&R CHR                       | 11       |
| Estados Unidos  | R&R Adult Contemporary        | 9        |
| Estados Unidos  | The Network 40 Plays Per Week | 6        |
| Europa          | Eurochart Hot 100 Singles     | 82       |
| Europa          | Adult Contemporary Europe     | 20       |
| Europa          | EHR Top 40                    | 37       |
| Países Bajos    | Dutch Top 40                  | 273      |
| Reino Unido     | UK Singles Chart              | 92       |
| Suecia          | Sverigetopplistan             | 66       |

## Certificaciones y ventas
| País (organismo certificador) | Certificación | Unidades certificadas/Ventas |
| ----------------------------- | ------------- | ---------------------------- |
| Australia (ARIA)              | Oro           | 35 000                       |
| Estados Unidos (RIAA)         | Oro           | 500 000                      |
| Reino Unido                   | —             | 100 090                      |
| Sumario                       |               |                              |
| Mundo                         | —             | 1 000                        |

## Créditos y personal
- Madonna: voz, composición, producción
- Patrick Leonard: composición, producción
- Richard Page: composición
- William Orbit: remezcla, producción adicional
- Robert Hill: ingeniería (remezcla)
- Steven Meisel: fotografía
- Melodie McDaniels: fotografía
- Peter Jovino: fotografía (With Honors)
- Dikr Walter: diseño
- Mat Maitland: diseño

Créditos adaptados de las notas del casete y del CD estadounidense de «I'll Remember».